# Флеш Валон
Флеш Валон или Валонска стријела (фр. La Flèche Wallonne) једнодневни је бициклистички класик који се одржава крајем априла у Белгији. Један је од Арденских класика, а одржава се између Амстел голд рејса и Лијеж—Бастоњ—Лијежа. Раније су се Флеш Валон и Лијеж—Бастоњ—Лијеж возили за викенд, али последњих година је успостављен размак од неколико дана (најчешће седам) између двије трке.
Трка је први пут одржана 1936. и побиједио је Филемон де Мерсман. Није одржавана само 1940. године, док је у осталим годинама Другог свјетског рата одржавана. Рекордер је Алехандро Валверде са пет побједа, док је такође рекордер по броју подијума — укупно седам. Де Мерсман је најмлађи побједник трке, са 21 годином, док је Марк Ирши, који је освојио 2020, постао трећи најмлађи побједник, са 22 године.
Седам возача је успјело да освоји оба Белгијска Арденска класика — Флеш Валон и Лијеж—Бастоњ—Лијеж исте године: Фердинанд Киблер двапут (1951. и 1952), Стан Окерс (1955), Еди Меркс (1972), Морено Арђентин (1991), Давиде Ребелин (2004), Филип Жилбер (2011) и Валверде трипут (2006, 2015. и 2017). Ребелин и Жилбер су једини који су освојили сва три арденска класика у истој сезони, док је Жилбер једини који је освојио сва четири арденска класика у сезони, ако се дода Брабантсе Пајл.

## Историја
Трка Флеш Валон покренута је да би се повећала продаја часописа Спорт тридесетих година. Први пут је одржана 1936. године, побиједио је Белгијанац Филемон Де Мерсман. Белгијанци су доминирали почетних година, освојивши 32 од првих 40 издања трке. Маркел Кинт је остварио три побједе заредом у периоду од 1943. до 1945. Фермо Камелини је освојио 1948. и постао први италијански и први инострани побједник трке, побиједивши три минута испред Брика Схотеа, након чега је Фаусто Копи освојио 1950, пет минута испред Ремона Импаниса, што је највећа разлика између два првопласирана возача у историји трке. Фердинанд Киблер постао је први швајцарски побједник и први возач који је трку освојио два пута заредом — 1951. и 1952, након чега су Белгијанци остварили десет побједа заредом, од чега Стан Окерс двапут, други пут годину прије смрти.
Ремон Пулидор је постао први француски побједник трке 1963, побиједивши 11 секунди испред главне групе, коју је одспринтао Јан Јансен. Од 1967. до 1975. Белгијанци су остварили девет побједа заредом, од чега је Еди Меркс остварио три побједе и изједначио рекорд Маркела Кинта. Јоп Зутемелк је постао први холандски побједник 1976, побиједивши 57 секунди испред три Белгијанца: Франса Вербека, Фредија Мартенса и Едија Меркса, док је главна група завршила скоро шест минута иза. Бернар Ино и Клод Крикјелион остварили су по двије побједе током 1980-их, док је Ким Андерсен постао први дански побједник 1984, а Ролф Голц први њемачки побједник 1988.
Од 1990. до 1995, Италијани су остварили пет побједа заредом, од чега три Морено Арђентин, чиме је изједначио рекорд Кинта и Меркса. Лоран Жалабер је остварио двије побједе, 1995 и 1997, док је Ленс Армстронг постао први амерички побједник трке 1996. Рик Вербруге је 2001. остварио прву побједу за Белгију након 11 година, побиједивши пет секунди испред Ивана Баса. Вербругеов сувозач из тима Лото — Марио Артс, остварио је другу побједу заредом за Лото и Белгију 2002, док је Игор Астарлоа постао први шпански побједник 2003. Давиде Ребелин је постао четврти возач са три побједе, док је Алехандро Валверде остварио прву побједу 2006. Ким Кирхен је постао први луксембуршки побједник 2008, а Кадел Еванс први аустралијски побједник 2010, побиједивши испред Хоакима Родригеза, након што је 2008. завршио на другом мјесту. Трка није сматрана једним од монументалних класика, као што су Париз—Рубе и Ронде ван Фландерен, али је поштована као класик и била је дио UCI ворлд купа, а од 2009. је дио UCI ворлд тура. Филип Жилбер је 2011. остварио прву побједу за Белгију након девет година, побиједивши испред Родригеза; Жилбер је те године освојио и Брабантсе Пајл, Амстел голд рејс и Лијеж—Бастоњ—Лијеж, поставши први возач у историји који је у истој сезони освојио сва четири арденска класика. Родригез је након два узастопна друга мјеста, освојио трку 2012, испред Микела Албасинија, док је другу побједу заредом за Шпанију остварио Данијел Морено 2013, испред Колумбијаца — Серхија Енаа и Карлоса Бетанкура..
Валверде је остварио другу побједу 2014, осам година након првог тријумфа, побиједивши испред Данијела Мартина и Михала Квјатковског. Године 2015, остварио је другу побједу заредом, укупно трећу, чиме је изједначио рекорд по броју побједа; тријумфовао је испред Жилијена Алафилипа и Албасинија. Валверде је 2016. остварио трећу побједу заредом, укупно четврту и поставио нови рекорд по броју побједа; тријумфовао је другу годину заредом испред Алафилипа, док је Данијел Мартин завршио на трећем мјесту. Године 2017, Валверде је остварио четврту побједу заредом, пету укупно, испред Данијела Мартина и Дилана Тунса. Алафилип је остварио прву побједу 2018, испред Валвердеа, који је са другим мјестом поставио рекорд и по броју подијума, док је Алафилип остварио прву побједу за Француску након 21 године. Алафилип је остварио другу побједу заредом 2019, испред Јакоба Фуглсанга и Дијега Улисија.
Године 2020. трка због пандемије вируса корона није одржана у априлу, већ је одложена за крај септембра, након Тур де Франса и Свјетског друмског првенства. Нису учествовали ни Валверде ни Алафилип, а побиједио је Марк Ирши, који је претходно освојио награду за најагресивнијег возача на Тур де Франсу и бронзану медаљу на Свјетском првенству у друмској вожњи, поставши тако први швајцарски побједник након Фердинанда Киблера 1952. Ирши је такође постао трећи најмлађи побједник, са 22 године, након Де Мерсмана који је побиједио на првом издању трке и Едија Меркса. Године 2021. Примож Роглич је напао на 500 метара до циља, након чега су напали и Алафилип и Валверде; Алафилип је на циљу одспринтао Роглича и освојио трку по трећи пут, док је Валверде завршио на трећем мјесту, чиме је дошао до осмог подијума, 15 година након што је први пут освојио трку. Пред почетак трке 2022. организатори су на званичном сајту објавили да ће трка бити крај ере борбе Валвердеа и Алафилипа, након што је Валверде објавио да ће завршити каријеру на крају сезоне, а тај период су назвали „Балаф“ ера, јер су њих двојица освојили трку сваки пут када је неко од њих возио од 2014. Реми Рохас је напао на успону Коте де Шераве, што су пратили Маури Вансевенант и Серен Краг Андерсен. Рохас је отпао на 5 km до циља, док је у главној групи радио тим Мовистар за Валвердеа и достигли су Вансевенанта и Краг Андерсена на другом и последњем прелазу преко успона Мур де Иј, на 850 метара до циља. Мас је радио на челу групе на 300 метара до циља, након чега је напао Дилан Тунс, што је пратио Валверде а затим Александар Власов. Валверде се приближио Тунсу, али је на 50 метара до циља остао без снаге и Тунс је побиједио, поставши први белгијски побједник након Жилбера 2011. Валверде је завршио на другом мјесту, што му је било девети пут да је трку завршио на подијуму, са 42 године, у последњој сезони у каријери. На трећем мјесту је завршио Власов, а на четвртом Алафилип, који у шестом наступу по први пут није завршио на подијуму. Године 2023. Тадеј Погачар је побиједио испред Матијаса Скелмосеа и Микела Ланде нападом на 250 метара до циља.
Године 2024. Краг Андерсен је био у бијегу, а на 28 km до циља из главне групе су напали Стивен Вилијамс, Кевин Вокелен, Максим ван Гилс, Сантијаго Буитраго и Ричард Карапаз. Они су достигнути на 17 km до циља, а Андерсен на 15 km до циља. На успону Мур де Иј, Вилијамс је побиједио испред Вокелена и Ван Гилса, поставши први британски побједник трке. Године 2025. на последњи успон на Мур де Иј је дошла група од 30 возача, Бен Хили је први напао на 500 метара до циља, након чега је кренуо Погачар што нико није могао да прати и побиједио је десет секунди испред Вокелена, док је на трећем мјесту завршио Том Пидкок. То је била друга побједа Погачара на трци, а разлика од десет секунди била је највећа од 2003. када је Игор Астарлоа побиједио 16 секунди испред Аитора Осе.

## Рута
Рута и дужина су се мијењали током година. Прве три године рута је била од Турнеа до Лијежа, а дужина од 236 до 300 километара. Најдужа рута била је 1938. када је вожено 300 km. Након тога, старт је помјерен у Монс, док је циљ остао у Лијежу три године, након чега је премјештен у Марсинелеу за издање 1942, а затим у граду Шарлоа три године, након чега је циљ поново био у Лијежу 1946. и 1947. Старт је помјерен у Шарлоа од 1948, док је циљ остао у Лијежу. Године 1959, старт је помјерен у Лијеж, а циљ у Шарлоа.
Од 1965. до 1971. циљ је помјерен у Марсинелеу, док је за издања 1972. и 1973. старт био у Вервјеу, а циљ у Марсинелеу. Наредних пет година, и старт и циљ су били у Вервјеу, док је 1979, када је Бернар Ино побиједио, старт био у Енеу, а циљ у Марсинелеу. Наредна три издања трке мијењате су локације: године 1980, старт је био у Монсу, а циљ у Спа, 1981. је старт био у Спа, а циљ у Монсу, док је 1982. старт био у Шарлоа, а циљ у Спа. Од 1983. циљ је у Ију, на успону Мур де Иј, док су се локације старта мијењале: 1983. и 1984. старт је био у Шарлоа, док је 1985. и старт и циљ био у Хују. Од 1986. до 1997. старт је био у Спа, док је од 1997. до 2012. старт био у Шарлоа. Године 2013. старт је био у Биншу, док се од 2014. када је домаћин старта био Бастоњ, локација старта мијења сваке године.

## Списак побједника
- 2025.  Тадеј Погачар
- 2024.  Стивен Вилијамс
- 2023.  Тадеј Погачар
- 2022.  Дилан Тунс
- 2021.  Жилијен Алафилип
- 2020.  Марк Ирши
- 2019.  Жилијен Алафилип
- 2018.  Жилијен Алафилип
- 2017.  Алехандро Валверде
- 2016.  Алехандро Валверде
- 2015.  Алехандро Валверде
- 2014.  Алехандро Валверде
- 2013.  Данијел Морено
- 2012.  Хоаким Родригез
- 2011.  Филип Жилбер
- 2010.  Кадел Еванс
- 2009.  Давиде Ребелин
- 2008.  Ким Кирхен
- 2007.  Давиде Ребелин
- 2006.  Алехандро Валверде
- 2005.  Данило ди Лука
- 2004.  Давиде Ребелин
- 2003.  Игор Астарлоа
- 2002.  Марио Артс
- 2001.  Рик Вербруг
- 2000.  Франческо Касагранде
- 1999.  Микеле Бартоли
- 1998.  Бо Хамбург
- 1997.  Лоран Жaлабер
- 1996.  Ленс Армстронг
- 1995.  Лоран Жaлабер
- 1994.  Морено Арђентин
- 1993.  Маурицио Фондијест
- 1992.  Ђорђо Фурлан
- 1991.  Морено Арђентин
- 1990.  Морено Арђентин
- 1989.  Клод Крикјелион
- 1988.  Ролф Гелц
- 1987.  Жан Клод Леклерк
- 1986.  Лоран Фињон
- 1985.  Клод Крикјелион
- 1984.  Ким Андерсен
- 1983.  Бернар Ино
- 1982.  Марио Бечила
- 1981.  Данијел Вилемс
- 1980.  Ђузепе Сарони
- 1979.  Бернар Ино
- 1978.  Мишел Лорен
- 1977.  Франческо Мозер
- 1976.  Јоп Зутемелк
- 1975.  Андре Дирикс
- 1974.  Франс Вербек
- 1973.  Андре Дирикс
- 1972.  Еди Меркс
- 1971.  Рогер де Фламинк
- 1970.  Еди Меркс
- 1969.  Јос Хојманс
- 1968.  Рик ван Лој
- 1967.  Еди Меркс
- 1966.  Микеле Данчели
- 1965.  Роберто Пођали
- 1964.  Жилбер Десмет
- 1963.  Ремон Пулидор
- 1962.  Хенри де волф
- 1961.  Вили Ванитсен
- 1960.  Пино Серами
- 1959.  Јос Хувенерс
- 1958.  Рик ван Стенберген
- 1957.  Ремон Импанис
- 1956.  Ричард ван Генектен
- 1955.  Стан Окерс
- 1954.  Гермајн Дерајке
- 1953.  Стан Окерс
- 1952.  Фердинанд Киблер
- 1951.  Фердинанд Киблер
- 1950.  Фаусто Копи
- 1949.  Рик ван Стенберген
- 1948.  Фермо Камелини
- 1947.  Ернест Стеркс
- 1946.  Дизар Кетелер
- 1945.  Маркел Кинт
- 1944.  Маркел Кинт
- 1943.  Маркел Кинт
- 1942.  Карел Тијс
- 1941.  Силван Грајсел
- 1940. Трка није одржана
- 1939.  Едмонд Делатауер
- 1938.  Емил Масон јуниор
- 1937.  Адолф Бракевелд
- 1936.  Филемон де Мерсман

### Вишеструки побједници
Возачи који су болдовани су и даље активни
| Позиција | Возач              | Број побједа | Године                       |
| -------- | ------------------ | ------------ | ---------------------------- |
| 1.       | Алехандро Валверде | 5            | 2006, 2014, 2015, 2016, 2017 |
| 2.       | Маркел Кинт        | 3            | 1943, 1944, 1945             |
| 2.       | Еди Меркс          | 3            | 1967, 1970, 1972             |
| 2.       | Морено Арђентин    | 3            | 1990, 1991, 1994             |
| 2.       | Давиде Ребелин     | 3            | 2004, 2007, 2009             |
| 2.       | Жилијен Алафилип   | 3            | 2018, 2019, 2021             |
| 6.       | Рик ван Стенберген | 2            | 1949, 1958                   |
| 6.       | Фердинанд Киблер   | 2            | 1951, 1952                   |
| 6.       | Стан Окерс         | 2            | 1953, 1955                   |
| 6.       | Андре Дирикс       | 2            | 1973, 1975                   |
| 6.       | Бернар Ино         | 2            | 1979, 1983                   |
| 6.       | Клод Крикјелион    | 2            | 1985, 1989                   |
| 6.       | Лоран Жалабер      | 2            | 1995, 1997                   |
| 6.       | Тадеј Погачар      | 2            | 2023, 2025                   |

### Побједе по државама
| Позиција | Држава                    | Број побједа |
| -------- | ------------------------- | ------------ |
| 1.       | Белгија                   | 39           |
| 2.       | Италија                   | 18           |
| 3.       | Француска                 | 11           |
| 4.       | Шпанија                   | 8            |
| 5.       | Швајцарска                | 3            |
| 6        | Данска                    | 2            |
| 6        | Словенија                 | 2            |
| 7        | Холандија                 | 1            |
| 7        | Аустралија                | 1            |
| 7        | Луксембург                | 1            |
| 7        | Њемачка                   | 1            |
| 7        | Сједињене Америчке Државе | 1            |
| 7        | УК                        | 1            |